# Heriaeus crassispinus
Heriaeus crassispinus es una especie de araña cangrejo del género Heriaeus, familia Thomisidae. Fue descrita científicamente por Lawrence en 1942.

## Distribución
Esta especie se encuentra en África Central, Oriental y Meridional.